# Bufotes baturae
Bufotes baturae é uma espécie de anfíbio anuro da família Bufonidae. Está presente no Afeganistão, Paquistão e Tajiquistão. Por vezes considerada como subespécies de Bufotes pseudoraddei.